# ガガーリン宇宙飛行士訓練センター

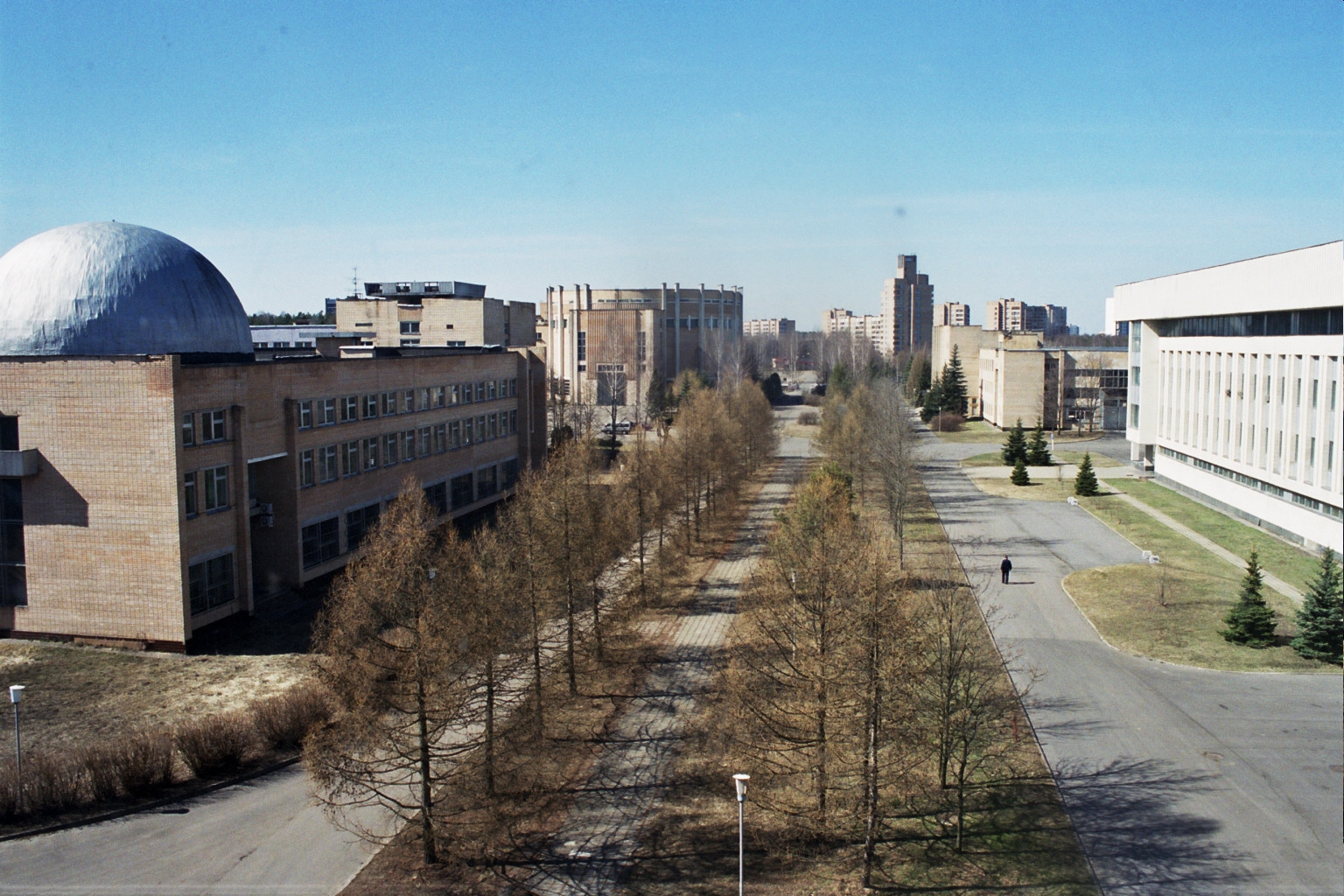
ガガーリン宇宙飛行士訓練センターの敷地

ガガーリン宇宙飛行士訓練センター（ガガーリンうちゅうひこうしくんれんセンター、ロシア語: Центр подготовки космонавтов имени Ю. А. Гагарина、Gagarin Cosmonauts Training Center : GCTC）は、モスクワ郊外のスターシティにある宇宙飛行士の訓練施設。設立は1960年1月11日で、人類初の宇宙飛行を行なったユーリイ・ガガーリンを記念して1969年に「ユーリ・A・ガガーリン宇宙飛行士訓練センター」と改名された。日本での通称は 「ガガーリン宇宙飛行士訓練センター」である。
1995年には空軍の試験・訓練部隊が編入され、現在の形態になった。2009年4月まではロシア国防省の傘下にあったが、2009年4月にロシア連邦宇宙局に移管された。ロシアに3つある宇宙飛行士の施設の中では最大で、ロシアの宇宙飛行士の半数以上はこのセンターに所属している。

## GCTCにある主要設備
- 旧ソビエト連邦で開発された全ての主要な宇宙船（ソユーズ、ブラン、TKS宇宙船、サリュート、ミール、ISS）の実物大模型（モックアップ）を、いっしょに（あるいは交替で）センターの2つあるメインホールに展示。ソユーズ宇宙船の訓練シミュレータもここにある。
- 船外活動（宇宙遊泳）の訓練に使われる、無重力状態をシミュレートするためのプール。1980年1月に、20トンの宇宙ステーションモジュールを設置可能なより大きなHydro Laboratory（ハイドロラブ）に置き換えられた。プールは、水深12メートル、直径23メートルで、容積は5,000立方メートルある。
- 無重力状態を作り出す訓練用の航空機。Mig-15 UTI、Tu-104、後に、内部の容積が400立方メートルあるIL-76 MDKに交替。これらは空軍のChkalovskiy空港を基地としている。
- 2台の遠心加速器。大型のTsF-18と小型のTsF-7。ロケット打ち上げ時の加速度に耐える訓練を行なう。TsF-7は1973年3月から使われている設備で、半径は7m、20gまで負荷をかけることができる。TsF-18は1980年から使われており、半径は18m、30gまで負荷をかけることができる世界最大の遠心加速器(セントリフュージ)である。
- 医療クリニックと試験施設
- 9,000個の星を投影できる東ドイツ製のプラネタリウム。
- ユーリイ・ガガーリンの最初のオフィスや、他の宇宙飛行士たちの記念碑。

## ギャラリー

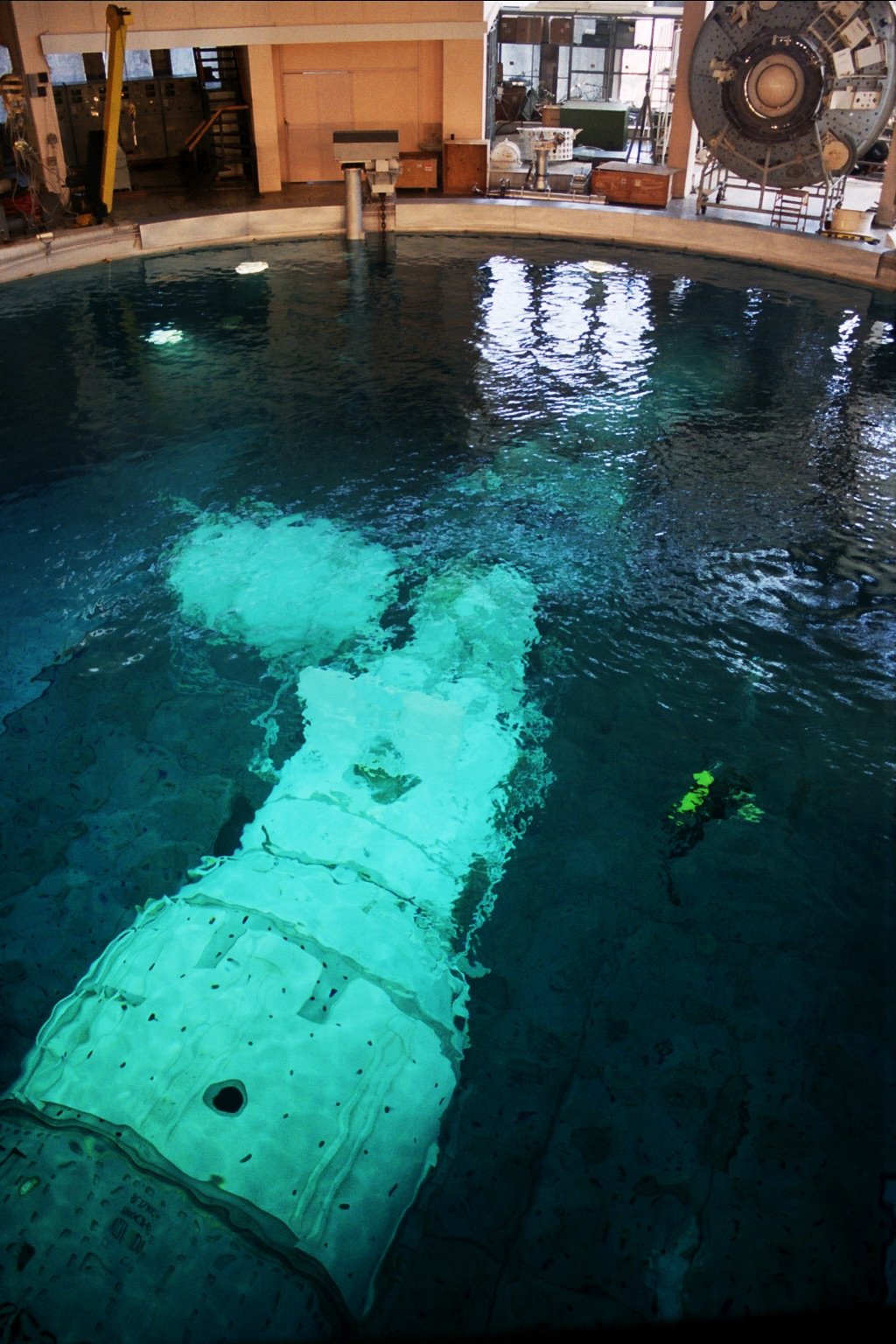
GCTCのプールにあるザーリャ訓練モジュールで訓練中の宇宙飛行士
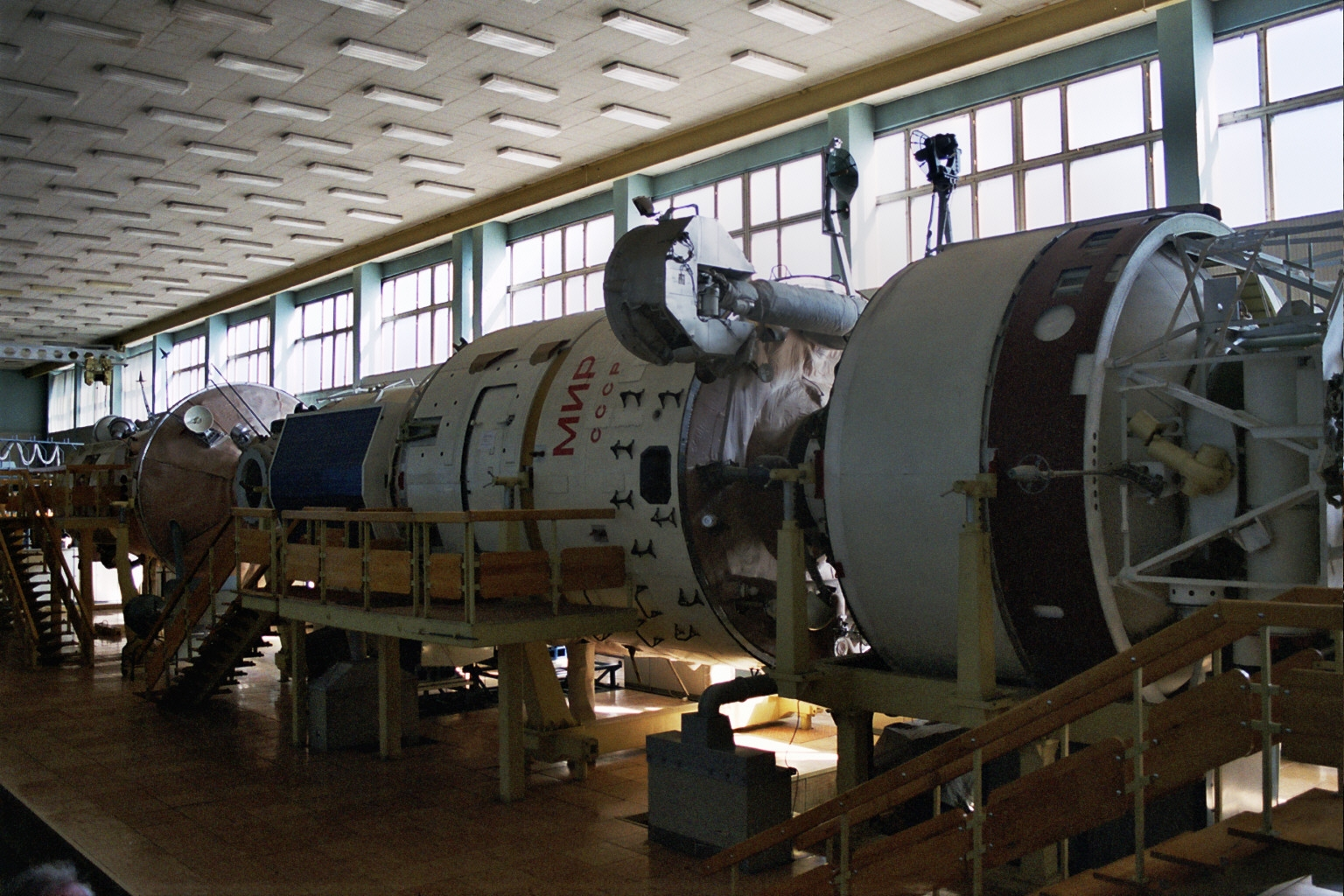
ミール訓練モジュール
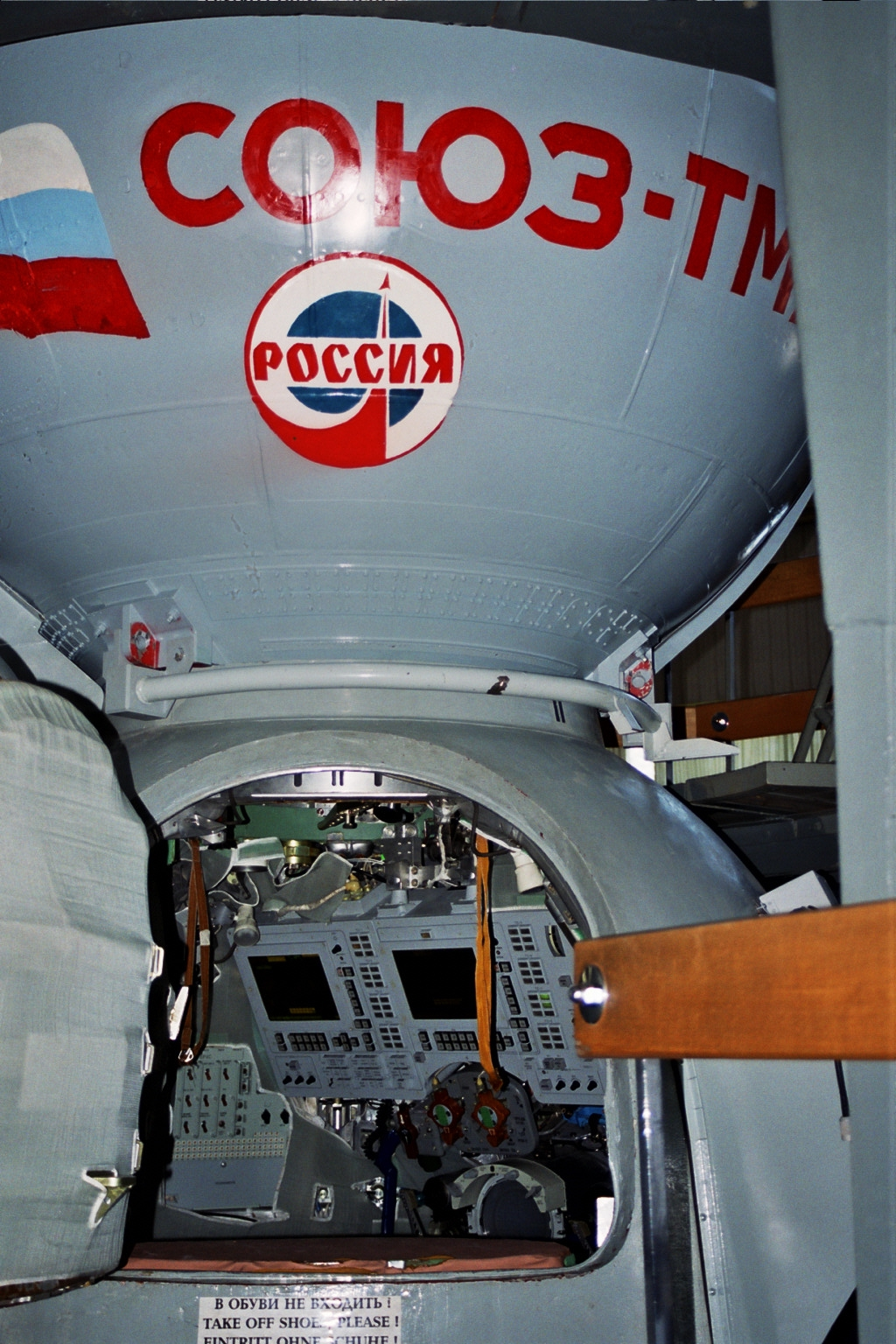
ソユーズTMA訓練モジュール